# Anaerobni organizam
Anaerobni organizam ili anaerob je organizam kome nije neophodan kiseonik za rast. Takav organizam može da ima negativnu reakciju ili čak da ugine u prisustvu kiseonika, jer bolje izvršava svoje telesne funkcije u odsustvu kiseonika. Anaerobni organizam može da bude jednoćelijski ili višećelijski (poput metazoa ili kompleksnijih organizama kao što su crvi iz dubokog mora). Pojedini paraziti (npr. Trichinella spiralis) imaju anaerobnu respiraciju u infektiranim ćelijama. Neki od uglavnom jednoćelijskih anaerobnih mikroba su protozoe, mada većinu anaerobnih mikroba sačinjavaju bakterije i arheje. Iz praktičnih razloga se dele u tri kategorije: 
- obligatni anaerobi - kod njih kiseonik izaziva oštećenja
- aerotolerantni organizmi - oni ne mogu da koriste kiseonik za rast, ali su tolerantni na njegovo prisustvo
- fakultativni anaerobi - oni mogu da rastu sa i bez kiseonika, ali koriste kiseonik kad je dostupan

U ljudskim bićima ti organizmi se obično nalaze u gastrointestinalnom traktu. Neke od anaerobnih bakterija proizvode klinički važne toksine (npr. tetanus).

## Energetski metabolizam
Obligatni anaerobi mogu da koriste fermentaciju ili anaerobnu respiraciju. Aerotolerantni organizmi su strogo fermentativni. U prisustvu kiseonika, fakultativni anaerobi koriste aerobnu respiraciju; dok u odsustvu kiseonika, neki od njih vrše fermentaciju, a neki anaerobnu respiraciju.

### Fermentacija
Postoji mnoštvo anaerobnih fermentativnih reakcija.
Fermentativni anaerobni organizmi uglavnom koriste mlečno kiselinski fermentacioni put:
Energija oslobođena u ovoj reakciji je oko 150 kJ / mol. Ona se konzervira regeneracijom dva molekula ATP iz ADP po molekulu glukoze. To je samo 5% energije po molekulu šećera koju tipično generiše aerobna reakcija.
Biljke i gljive (npr., kvasci) generalno koriste alkoholnu (etanolnu) fermentaciju, kad je pristup kiseoniku ograničen:
Oslobođena energija je oko 180 kJ / mol, što se konzervira regeneracijom dva ATP molekula iz ADP po molekulu glukoze.
Anaerobne bakterije i arheje koriste ove i niz drugih fermentativnih pateva, npr., propionsko kiselinska fermentacija, buterno kiselinska fermentacija, mešovita kiselinska fermentacija, butandiolna fermentacija, Stiklandova fermentacija, acetogeneza, ili metanogeneza.